# Anadolu Efes
Anadolu Efes Biracılık ve Malt Sanayii A.Ş. er en tyrkisk bryggerikoncern, der fremstiller øl og forskellige alkoholfrie drikkevarer. Anadolu Efes er et datterselskab i Anadolu Group. Anadolu Group blev etableret i 1950 af Özilhan- og Yazıcı-familierne.
De har hovedkvarter i Istanbul og eksporterer til over 70 lande, og de har 15 bryggerier i Tyrkiet, Kasakhstan, Rusland, Moldova, Georgien og Ukraine.